# Odorico Leovigildo Sáiz Pérez
Odorico Leovigildo Sáiz Pérez (Revilla del Campo, 6 febbraio 1912 – Logroño, 14 ottobre 2012) è stato un vescovo cattolico spagnolo.

## Biografia
Fu ordinato sacerdote dell'Ordine dei frati minori il 13 marzo 1937.
Il 26 novembre 1973 fu nominato vicario apostolico di Requena, in Perù, nonché vescovo titolare di Simingi. Si ritirò dall'incarico di vicario apostolico di Requena il 15 maggio 1987.
Si spense il 14 ottobre 2012 all'età di 100 anni.

## Genealogia episcopale
La genealogia episcopale è:
- Cardinale Scipione Rebiba
- Cardinale Giulio Antonio Santori
- Cardinale Girolamo Bernerio, O.P.
- Arcivescovo Galeazzo Sanvitale
- Cardinale Ludovico Ludovisi
- Cardinale Luigi Caetani
- Cardinale Ulderico Carpegna
- Cardinale Paluzzo Paluzzi Altieri degli Albertoni
- Papa Benedetto XIII
- Papa Benedetto XIV
- Papa Clemente XIII
- Cardinale Bernardino Giraud
- Cardinale Alessandro Mattei
- Cardinale Pietro Francesco Galleffi
- Cardinale Filippo de Angelis
- Cardinale Amilcare Malagola
- Cardinale Giovanni Tacci Porcelli
- Cardinale Juan Gualberto Guevara
- Cardinale Fernando Cento
- Cardinale Juan Landázuri Ricketts, O.F.M.
- Vescovo Odorico Leovigildo Sáiz Pérez, O.F.M.